# Sven Nykvist
Sven Vilhem Nykvist, född 3 december 1922 i Moheda, död 20 september 2006 i Stockholm, var en svensk filmfotograf, regissör, manusförfattare och filmproducent, som av många betraktas som en av de största filmfotograferna genom tiderna. Under sin 55 år långa karriär som fotograf filmade han 123 filmer, varav 24 var i samarbete med Ingmar Bergman. Nykvist arbetade också tillsammans med andra stora namn i filmvärlden, bland andra Woody Allen, Philip Kaufman, Roman Polanski, Andrej Tarkovskij, Nora Ephron, Liv Ullmann, Max von Sydow, Lasse Summanen, Jan Troell och Lasse Hallström.
Nykvist har belönats med två Oscarstatyetter för Viskningar och rop och Fanny och Alexander. 

## Biografi

### De tidiga åren
Sven Nykvists föräldrar var missionärer och lämnade honom och syskonen på Missionsförbundets barnhem på Lidingö för att missionera i Belgiska Kongo, där de kom att bygga ett sjukhus. Föräldrarna återvände till Sverige när Nykvist var i tioårsåldern, och bosatte sig då med hela familjen i Rönninge utanför Stockholm. Filmintresset kom tidigt, och redan som tonåring köpte Nykvist sin första 8 mm-kamera. Fadern delade sin sons intresse och lät honom gå på Stockholms stads fotografskola, trots att det sågs som en tvivelaktig konstform i den frikyrkliga krets som familjen tillhörde. Under sina studier fattade han bekantskap med andra personer som kom att göra sig ett namn i filmbranschen, bland andra Keve Hjelm, Kenne Fant och Torsten Lilliecrona.

### Karriären tar fart
Efter sina studier i Stockholm tillbringade Nykvist ett år på Cinecittà Studios i Italien. 1941 fick han, 19 år gammal, jobb som B-fotograf på produktionsbolaget Sandrews, vilket skulle leda till hans debut i den svenska filmindustrin. Nykvist debuterade som chefsfotograf 1945 med den Rolf Husberg-regisserade långfilmen Barnen från Frostmofjället, som kom att bli en av de största svenska barnfilmsuccéerna genom tiderna. Han arbetade med mindre svenska filmer under 1940-talet, med regissörer som Ivar Johansson och Alf Sjöberg.

### Samarbetet med Bergman

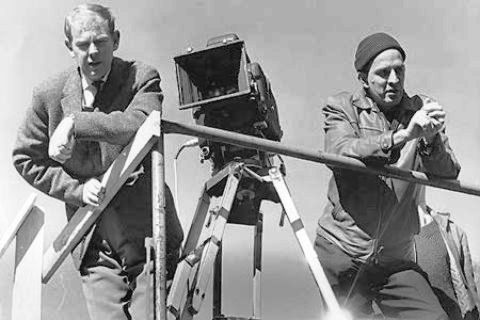
Ingmar Bergman och Sven Nykvist vid inspelningen av Tystnaden (1963).

År 1953 filmade Nykvist Ingmar Bergmans film Gycklarnas afton, som en av tre fotografer. Bergman lär ha blivit så imponerad av insatsen – Nykvist lyckades med en svår 180 graders-panorering – att han uttalat sig om att han i fortsättningen bara ville arbeta med Nykvist. I och med filmen Jungfrukällan (1960) ersatte Nykvist Gunnar Fischer som huvudfotograf för alla Bergmans kommande filmer. Fischer själv trodde krasst att han ersattes för att Bergman helt enkelt ansåg att Sven Nykvist var en bättre fotograf. Nykvist fick Bergman att överge den teatraliska stil som hans äldre filmer haft, och fick filmerna att ta en annan riktning.
Ljuset hade en stor betydelse i Nykvists konstnärskap och samarbete med Bergman.

### De sista åren
Nykvists karriär fick ett plötsligt slut 1998 då han fick diagnosen afasi. Han var gift två gånger och fick två söner. Sonen Carl-Gustaf Nykvist, även han filmregissör, gjorde år 2000 porträttfilmen Ljuset håller mig sällskap om fadern, med intervjuer av ett stort antal tidigare medarbetare

## Utmärkelser
Nykvist har belönats med två Oscar för filmerna Viskningar och rop  och Fanny och Alexander. Han nominerades även för Varats olidliga lätthet (1988) och Oxen (1991). Den sistnämnda regisserade han även och skrev manus till.
Nykvist tilldelades Teaterförbundets guldmedalj för "utomordentlig konstnärlig gärning" 1994.
Asteroiden 13952 Nykvist är uppkallad efter honom.

## Verkförteckning

### Filmografi i urval

#### Fotograf
- 1943 – I mörkaste Småland
- 1945 – Barnen från Frostmofjället
- 1945 – 13 stolar
- 1946 – Saltstänk och krutgubbar
- 1947 – Lata Lena och blåögda Per
- 1949 – Hin och smålänningen
- 1949 – Bohus Bataljon
- 1950 – Loffe blir polis
- 1950 – Rågens rike
- 1952 – Under Södra korset
- 1953 – Gycklarnas afton
- 1953 – Vägen till Klockrike
- 1954 – Karin Månsdotter
- 1954 – Salka Valka
- 1955 – Den underbara lögnen
- 1955 – Sista ringen
- 1955 – Älskling på vågen
- 1956 – Ett kungligt äventyr
- 1956 – Gorilla
- 1956 – Blånande hav
- 1956 – Nattbarn
- 1956 – Den tappre soldaten Jönsson
- 1956 – Flickan i frack
- 1957 – En drömmares vandring
- 1957 – Gäst i eget hus
- 1957 – Synnöve Solbakken
- 1958 – Damen i svart
- 1958 – Laila
- 1960 – Jungfrukällan
- 1960 – De sista stegen
- 1960 – Domaren
- 1961 – Lita på mej, älskling!
- 1961 – Såsom i en spegel
- 1963 – Nattvardsgästerna
- 1963 – Tystnaden
- 1963 – Prins Hatt under jorden
- 1964 – För att inte tala om alla dessa kvinnor
- 1964 – Klänningen
- 1964 – Älskande par
- 1964 – Att älska
- 1966 – Persona
- 1967 – Bränt barn
- 1968 – Skammen
- 1968 – Vargtimmen
- 1969 – En passion
- 1969 – Riten (TV)
- 1971 – Beröringen
- 1971 – Lockfågeln
- 1972 – Viskningar och rop
- 1972 – Siddhartha
- 1973 – Scener ur ett äktenskap
- 1975 – Svart måne
- 1976 – Ansikte mot ansikte
- 1976 – Hyresgästen
- 1977 – Vårbrytning
- 1978 – En och en
- 1978 – Höstsonaten
- 1978 – Pretty Baby
- 1979 – Orkanen
- 1980 – Marmeladupproret
- 1982 – Fanny och Alexander
- 1985 – Agnes av Gud
- 1986 – Offret
- 1988 – Varats olidliga lätthet
- 1988 – Vid vägen
- 1989 – Små och stora brott
- 1991 – Oxen (manus, regi och foto)
- 1992 – Chaplin
- 1993 – Sömnlös i Seattle
- 1993 – Gilbert Grape
- 1994 – Only You
- 1995 – Kristin Lavransdotter
- 1996 – Enskilda samtal
- 1998 – Kändisliv

#### Regissör
- 1952 – Under Södra korset (även manus)
- 1965 – Lianbron
- 1978 – En och en
- 1991 – Oxen